# ジャック&エレナシリーズ
『ジャック&エレナシリーズ』は、清水玲子による日本の漫画作品の中で、ヒューマノイドのジャックとエレナを主人公としたSF作品の総称。略称は「J&Eシリーズ」。白泉社『LaLa』と、その派生誌の誌上に発表されている。

## 作品
※注釈のないものは『LaLa』に掲載された作品。
- 『メタルと花嫁』（1985年 LaLa 2月大増刊） ※ジャックのみ
- 『ミルキーウェイ1』（1986年）
- 『竜の眠る星』（1986年 - 1988年） ※シリーズ唯一の長編作品。
- 『ミルキーウェイ2』（1987年 LaLaDX 秋の号） ※ジャック&エレナシリーズ出会い編ギャグパロディ
- 『月下美人』（1988年） ※雑誌掲載時のタイトルは『ウィークデイ』
- 『千の夜』（1989年 LaLa SUMMER CLUB） ※エレナのみ
- 『天使たちの進化論』（1990年 LaLa AUTUMN CLUB）
- 『22XX（トゥエンティツーエックスエックス）』（1993年 増刊LaLa 9月10日号） ※ジャックのみ
  - 『ミルキーウェイ2』は、本編とは関係ないパロディ作品。
  - エレナが単独で登場する『千の夜』は、他の作品と異なりシリーズ間のつながりはなく、単独で完結している。
  - ジャックが単独で登場する『22XX』も『千の夜』同様、シリーズ間のつながりはなく、単独で完結している。

上記のことから、3作品はシリーズとは別に下記に記す。

## 概要
舞台は24世紀。感情を持つヒューマノイドが当たり前の時代に2人は出会った。170年前に破れた恋を忘れられない人間らしいロボット「ジャック」と、人を愛し、200年前から自殺を繰り返す人間の理想の結晶ロボット「エレナ」。一人でも死ぬことのない2人は、永遠を生きるための伴侶を見つけた。
正式なシリーズタイトルとは別に『月の子』作中などでミニシリーズが掲載された。

## 用語
ヒューマノイド
人間型ロボット。ジャックやエレナ、Jなどがそれにあたる。彼らはあくまでも人間の従。24世紀のジャックとエレナは人間に所有されていないので、誰かが手続きすれば、人間に所有される可能性は十分ある。
セクサイド
ジャックのように性別があるロボット。セクサロイド。必要があれば、人間の相手を担当することもできるが、生殖能力はない。
セクスレス
エレナのように性別が無いこと。エレナは人間の相手を担当することもできるようだが、詳細は不明。生殖能力はない。
再生権
故障したロボットが再生できる権利。再生権を剥奪されると、再生することが法律で禁止される。エレナのように変更があると、再び再生権が得られるが、法の目をかいくぐっているだけであり、再び再生権が剥奪される可能性もある。
作中のロボットには自己修復機構が搭載されており、再生しなくてもある程度は時間をかければ修復できる。破損の部位や程度によっては修復が正常に行なわれないこともあり、その場合はセンターで再生する必要がある。

## 主要登場人物
ジャック・ナイジェル
男型ヒューマノイド。天竜をモデルに作られた唯一のロボット。黒髪で長身。性格はシャイで寡黙、お人良しで優柔不断。涙脆くドジで間が抜けているなど人間以上に人間味に溢れるため、状況に流されやすくなにかと面倒事を背負い込むことが多い。エレナと知り合ってからは、元恋人のルイスとの三角関係に翻弄されている。何度も再生されているエレナと比べて旧式であり部品調達もままならず、ロボットながらうっかり大怪我も出来ない。
製造当時の最新型ヒューマノイドを殺人用ロボットに改良された。約170年前に製造され、エルに恋するも想い叶わず、170年を一人で過ごす。その間に賞金稼ぎをしており、王女救出による多額の賞金で改造手術を受けた。その後、探偵事務所を開設する。エルに似たルイスに出会い、エレナに出会うまでの約5年間を恋人として過ごす。エレナに出会い、まっすぐに自分（天竜）を見つめるエレナに惹かれていく。エレナにペステミワノワから天竜を見せたが、それによってエレナが自分を見ていないことを痛感させられる。感情に任せて一人で地球へ帰還するが、その後、エレナを残したペステミワノワが爆発してしまう。死ぬことを選ばなかったエレナが、バタノワで天竜ではなく自分を見ていたことに涙した。
170年前からつけたままのサングラスは、エレナが好きな自分の顔（天竜）に嫉妬しているため、求められても外すことは少ない。24世紀のニューヨークで「ジャック ナイジェル 探偵事務所」を経営している。
その長き寿命において、最愛の恋人と結ばれなかった心の痛手や、自身がロボットだとは知らず偽りの記憶を植え付けられ暗殺に使われていた事実、戦友が目の前で餓死したこと、ルビィとの悲恋など数々のトラウマを抱え持っている。人間のルイスとはいずれ死別し、エレナとの関係は友人以上恋人未満であり不毛な関係であるとやや悲観的に考えている節もある。
エレナ・クリモヴァ
2099年初製造。現セクスレスヒューマノイドで、元セクサイドヒューマノイド。短髪で中性的な顔立ち、非常に小柄（デフォルメされると子供として描かれる）。性格はクールでドライかつ我が儘で高級志向、モラルが欠如していてキツイことでも平気で言う。自分の興味や関心のある相手にしか懐かず、それ以外の対象には無関心かつ冷酷な態度をとる。愛するジャック以外ではロボットのジャックを一筋に愛するルイスのことを認めている反面、嫉妬など複雑な感情を抱いている。実年齢は遙かに上だが容姿からすると逆に見えるため、ルイスを「おネエさん」と呼んでからかっている。人間が夢見た理想の結晶であり正に万能だが基本的に自分からなにかしようという気はあまりなく、人間の女性には特にコンプレックスが強い。
天竜の恋人に自分の天竜への愛を否定されて以来、女性嫌い。過去に何度も子供を巡るトラブルに巻き込まれているため子供も苦手。人間以外には分け隔てなく愛情を持ち、捨てられた動物をよく拾ってくる。最初の主「天竜」の結婚を機に自殺を繰り返し、そのたびに再生されるため、ボディは最新体でジャックよりも高性能。視力・聴力・腕力に優れている。哺乳類や鳥類などと会話することも出来、昆虫などは会話は無理だが、話を理解することはできる。透視・拡大能力を持ち合わせ、半径1キロ以内なら盗聴も可能。透視は、途中に鏡が入ると光の反射が原因で見えなくなる。16年前に「竜星王（セレツネワ）」で破壊されたが、ケネディーセンターで再生・改良、主人格を構成する天竜との想い出を除く不必要とされた記憶を削除され、暗殺破壊のプロ集団の元へ売られた。その後の2年間で大量に殺人を繰り返したため、「セクサイド ELENA」の再生権を失うが、「セクスレス ELENA」に変更され、再生権を再び得て、現在のエレナに至る。自分を苦しめる記憶を無意識のうちに封じ込めることができるため、自分が行なった殺人に関する記憶などもすべて忘れている。
人間に人を殺してはいけないと教えられ、人殺しを命じられ、殺人ロボットへと作り変えられ、人殺しの危険なロボットとして「作られるべきではなかった」といわれる。人間を凌駕する能力を持ちながら、人間に翻弄される数奇な運命を生きてきた。機械であるがゆえに子孫を残せないため、愛する者との子孫を残せる生物たちに強い憧れと強烈な嫉妬を持っている。一目を憚らずジャックに迫ることも多いが、関係はプラトニックでキス以上の行為はしていない。
『天使たちの進化論』では、アイコとルイスの妊娠を知り、ジャックに当たり散らす。アイコが妊娠に5ヶ月も気づかなかったことに、セックスレスであるために信用してもらえていないとショックを受ける。また、同時期にルイスが妊娠したことを知り、ジャックの恋人であると信じていたルイスが、ジャックではなく別の男の子供を妊娠したことに罵倒する。子供を失い、泣き叫ぶアイコを助けたのが、自分の言葉ではなく、ルイスの行為であったことで、自分がロボットであることを突きつけられていく。
ルイス・メーヴェ
ジャックの元恋人。ただ、三人とも「別れた」とは考えておらず、本当の部分では現在も恋人。性格はマイペースでおっとりしているが、エレナが絡むとヒステリーを起こすことが多い。また時折、小悪魔的な面を見せてジャックを困惑させることも。
17歳のときにジャックに出会い、22歳の誕生日を前にエレナが現れ、ジャックと過ごさない初めての誕生日を過ごすことになった。ジャックが自分にエルを重ねていたことを知っていたが、それでも自分を見てくれるジャックが好きだった。自分がいなくなった後、再び一人になってしまうジャックを想い、涙する。ジャックがエレナに好意を寄せていることに気づき、恋人の立場から身を引き、友人になる。エレナとはよく衝突するが、寂しがり屋で子供っぽいエレナをなだめたり、機嫌が悪くなると辛辣な台詞を吐いたり駄々をこねるエレナを叱りつけている。
『天使たちの進化論』で男児「ジャック・ニーナ・メーヴェ」を出産。ジャック似の子供が欲しかったため、天竜の冷凍保存精子を使い、人工授精した。
エレナに惹かれ、別れた後もジャックにとっては特別な女性であることに変わりはない。二人の関係がさながら我が儘な弟（エレナ）に振り回される人の良い兄（ジャック）か思春期の娘（エレナ）を持つ真面目な父親（ジャック）のようであるため、事実上三角関係にある。
アイコちゃん
エレナが散歩中に拾ってきたオランウータン。雌。登場当初、名前は無い。しばしば「猿」と称される。『竜の眠る星』でアイコと名づけられている。『天使たちの進化論』で女児を出産するが、子供の行動に無頓着だったため、高所から落下した女児は命を失った。

## 作品

### メタルと花嫁
170年前の話。ミラノの命令でL・ブレインを暗殺することになったジャックは、Lの愛娘エルに近付く。次第に好意を寄せてしまうが、エルはヒューマノイドのJに恋心を抱いていた。エルとジャックの婚約が成立した後、ジャックは自分自身も知らない自らの正体を知ることになる。
エル・ブレイン
L・ブレインの一人娘。幼い頃から身近にいるJに恋し、ロボットであるがゆえにいつかは一人で生きていかなくてはいけないJを想っていた。
J（ジェイ）
量産型ヒューマノイド。メタルの瞳で、目を見ればロボットと分かる。エルが生まれたときに世話係兼ボディガードとして買われた。エルに勉強や礼儀作法を教え、常にそばに寄り添っていた。ただのロボットであったが、エルとの日々の中で感情が育つようになり、エルに恋する。死ぬことのないロボットの自分と一緒になるよりも、エルを愛してくれる人間と結婚するほうがエルの幸せと考え、クレオとの婚約を薦めた。
L・ブレイン
エルの父親で市議会長。ジャックのターゲット。Jに恋心を抱きそうな娘を早く人間と結婚させようとし、いざとなったらJを壊すことも考えていた。
クレオ
Jの選んだエルの婚約者。エルに相手にされず、Lもさして味方になってくれず、エルにジャックとの婚約宣言をされたり、Jと結婚されたりと散々であった。
ミラノ
ジャックの主。ジャックを殺人ロボットに改造し、自分を裏切らないような記憶を仕込んだ。ジャックがLを殺さず、さらにはエルと婚約したことで、「壊れた」と判断し、記憶を再注入し、それでもだめなら破壊しようとした。

### ミルキーウェイ1
24世紀。ジャックは約170年前に作られたヒューマノイド。ある日、自殺しようとする最新ヒューマノイドのエレナに出会った。エレナは200年以上前に作られ、最初の主人だった天竜を忘れられず、自殺を繰り返していた。ジャックもまた、170年前に出会ったエルを忘れられず、容姿が良く似たルイスという人間の女性と交際していた。一人で生きていけるロボットでも永遠を生き続けるには、思い出だけでは生きていけない。死なないからこそ、一人では生きていけないのである。

### 竜の眠る星
24世紀。ニューヨークで探偵業を営むジャックは、恐竜と人間が共存する星「竜星王（セレツネワ）」からの依頼を受けるが、エレナは理由もなく嫌がる。それでもセレツネワに向かった2人は、万能ロボエレナが封じ込めたエレナの過去の記憶を知ることになる。
セレツネワは、ケプラー系、第3惑星で、21世紀後半に人間が初めて降り立った星。太古の地球に似ており、恐竜たちが暮らしていた。人間が移住して200年。恐竜たちの多くは「竜の谷（ピルケニア）」に追い込まれ、「ルルブ人」と「シュマリ人」が争う星になっていた。他の星からの文化を受け入れないため、古典的な戦争が長年続いてきたが、ルルブ人が星を制するために、ルルブの女王の娘モニークがシュマリの王リブシェアの暗殺を依頼する。時を同じくして、リブシェアからモニークの誘拐を依頼されていたジャックだが、星から逃げ出すと勘違いしたリブシェアの手先に暗殺されそうになる。ジャックが狙われたことで、エレナはリブシェアの暗殺を決意する。だが、16年前の秘密を握り潰したいリブシェアと、エレナに復讐を誓うカインによって、エレナは捕らえられてしまう。
モニーク・ヘイツ（ディアナ・クリムト）
ルルブ人の王女の子供として、慣習に従い、成人（16歳）まで平民同様に育てられる。まもなく16歳。リブシェア王の第三女。249年6月8日生まれ。エレナによって、同時期に生まれたカテア女王の子供と取り替えられたシュマリ人。愛する母カテアのために、リブシェアの殺害を決意。自分の出生の秘密を知ってからも母を愛し続け、母のために自害。シュマリ人だったために、罪人と同じ地下の霊廟に納められるが、家臣が出て行った後、カテアによって王族の霊廟へと移される。
カウル
モニークのいとこ。モニークのお目付け役としてモニークとともに生活する。モニークのエレナへの思いに気づき、常に身を引いた行動を取る。その思いが伝わることなく、モニークを失う。その後、セレツネワを脱出し、地球に入星する。
カテア・ヘイツ
ルルブの第5代女王。モニークの育ての母。リブシェアの死亡とその息子アレフの行方不明により、セレツネワの統一を成す。惑星の衝突の話が出たときに、家臣が逃げない理由が自分にあることを知り、星から逃げ出したように見せかけ、家臣を脱出させた。国を裏切った者を火あぶりにするなど、他星にも知られるほどの残忍さを持つが、家臣の命のために汚名を被るなど、すべては国を思っての行為である。モニークの正体を知った後、厳しい態度をとるが内心では娘として愛し続けていた。
リブシェア・クリムト
シュマリ王国の王。120歳。モニークの実の父親で、16年前にエレナに赤子のすり替えを命じ、エレナもろともカテアの赤子を殺した。モニークをルルブ人として貫き通すために、カインに器官手術をさせる予定だった。モニークの依頼をジャックにしたのは、他星の人間を使えば、遂行後に殺害して秘密を守れると考えたためで、家臣を使うことには良心が苛まれる。
カイン・エドベリ
14年前にELENAに両親を殺された地球人。エレナに復讐するためにリブシェア王と手を組み、エレナを鏡の宇宙船に閉じ込めた。脱走したエレナに殺されかけるも、ジャックの登場により命拾いする。
- カインが殺されなかった一番の理由は、作者がお気に入りだからである。エレナは『ミルキーウェイ2』で、殺さなかったことを若干後悔している。

矛盾点・不明点
- 前半、セレツネワに人間が移住して200年とされているが、終盤近くでカテアは人間が移住して300年と言っている。時代設定からカテアのセリフが間違いか、モニークの生年（249年）から移住の歴史認識に幅があるかのどちらか。
- シュマリ人が長命になった理由は、セレツネワに移住したことによるものが大きいが、ルルブ人が長命でない理由は不明。
- そもそも、ルルブ人もシュマリ人も元はセレツネワ発見後に移住した人間であるにも拘らず、他星の文明を取り入れなくなっている。
- セレツネワ文明は、その星を発見した当時（21世紀後半）の地球文明よりもはるかに古い。地球人が移住したとの記載はないが、移住したという歴史がある以上、ある程度発達した科学文化を持つ星から来たと考えられるが、詳細は不明。
- 20年前に、他星の文化を受け入れない星に、なぜロボットのエレナが来たのかは明らかにされていない。
- リブシェアはエレナを人間だと思っていたので、ロボットと分かれば火あぶりにされるような文明の星で、誰がエレナを地球に持ち帰り、再生させたのかは不明。エレナが壊された時期と再生された時期は、ともに「16年前」で大きなずれはない。
- カインの両親が殺害されたのは、カインによって14年前とも15年前とも発言されている。

### 月下美人
怪我をしたジャックの代わりに、アマンダの護衛についたエレナ。エレナは女性嫌いでアマンダのように気の強い女性が苦手だが、必死に生きるアマンダに美しさを感じる。

### 天使たちの進化論
24世紀の春。動物たちが発情期を迎える中、オランウータンのアイコが妊娠する。同時期にルイスまで妊娠し、ロボットのエレナは嫉妬する。そんな中、ジャックの探偵事務所に「媚薬のラン」を採取してほしいとの依頼が来る。そのランは「E・L・G（環境庁自然保護局）」の資格がないと入れない星「タランダ」に生息しており、資格保持者のルイスに同行してもらうことになる。ジャックとエレナは、ルイスとアイコとその子供たちを連れてタランダへと出発した
R・D・アマンダ
命を狙われるようになり、ジャックに犯人を捕まえるように依頼。ニコルを犯人と疑っていた。自信に満ち、美への努力を惜しまない。エレナの飄々とした態度と生来の気の強さがあいまって、終始怒っている。CoCo唯一の専属モデルだったが、ニコルにその座を奪われる。ジョージが犯人だという決定的な証拠を突きつけられてなお、ジョージを信じ、真実を知るエレナをロボットと知らずに銃で撃つ。
ジョージ
アマンダの婚約者。若くて美しい人が好きで、アマンダからニコルに乗り換えた。美しさの頂点から下る前にアマンダを殺そうとした。
ニコル・ノワール
ジョージの新恋人。アマンダからCoCoの専属モデルの座を引き継ぎ、名実ともにNo.1モデルになる。

### ミルキーウェイ2
本編とは関係ないギャグパロディ。ジャック、ルイスたちの乗る宇宙船が降りた星には、一面の花畑に大量の卵が産み付けられていた。卵の中から生まれたエイリアンのエレナは、規則により宇宙船に乗せられた。生命体を糧とするエレナは、次々と乗組員を食べていき、ついにジャック、ルイス、カイン、エレナの4人になってしまう。エレナは宇宙船を降りる条件に、ジャックを要求する。そして、2人が乗った別の宇宙船は、猿（オランウータン）の惑星に墜落した。
ジャック
人間。ルイスの婚約者。エレナに気に入られてしまい、一緒に猿の惑星に落ちてしまう。エレナと違い牢屋に閉じ込められる。
エレナ
エイリアン。生命体を食糧とする。宇宙船の乗組員をほとんど食べ、猿の惑星のオランウータンや人間も食べてしまう。墜落から5年後、星に一面の花畑に大量の卵を産み付けた。
ルイス
人間。ジャックの婚約者。自分の命のためにジャックを見捨てた。変わり果てた地球に帰ってくる。
カイン
人間。自分の命のためにジャックを見捨てた。変わり果てた地球に帰ってくる。
アイコ
オランウータン。猿の惑星の美人高官。他のオランウータンと一緒にエレナの食糧になってしまう。
その他乗組員
人間。エレナの食糧になってしまう。

### 千の夜
両親がいない子供は、約99%が1年で死亡する未開の星「アデレード」で、孤児を成人させるヘルパーとして派遣されたエレナは、両親を目の前で殺されたカナエを保護する。1人で生きていける強い子供に育てようと、狩りや銃の扱いなどを教えるが、病院でIQが高いカナエは長生きできないと診断される。泣いてすがるカナエを病院に入れたものの、カナエは10歳にならずして命を落としてしまった。1年足らずの短い余命をセンターで過ごさせてしまったエレナは後悔し、カナエについて調べ始めた。
エレナ・クリモヴァ
性別のない人型ロボット。ヘルパーとしてカナエを保護し、自分に害なすものは誰であっても殺すように教えた。幼くして命を落とすことになったカナエを手放してしまったことを後悔する。カナエの死後5年経って、ジェームズと出会い、カナエの脳がジェームズに入っていることを確信する。
S・Y・カナエ
8歳。両親を目の前で殺されたアデレードの孤児。IQ300の持ち主で、心臓が弱く、15歳までしか生きられないと診断され、10歳になる前に命を落とした。
ジェームス・フィデリオ
24歳。アデレードの出身。IQ300の持ち主。エレナに既視感を持つ。鏡を見るたびに、その気はないのに自殺を繰り返した。
ジェローム・フィデリオ
ジェームズの実の兄で、5年前にカナエの脳を求め、カナエを殺した。その後、急死。

### 22XX
読みは「トゥエンティツーエックスエックス」
ジャックは、空腹感までもプログラムされた人型ロボットである。5年前に同僚を失ったことで、意味のない食事を取ることに苦しみを感じていた。ある日、誘拐された王女を救出すべく、惑星メヌエットへと降り立ったジャックは、森の中で人肉をも糧とするフォトゥリス人のルビィを助ける。ジャックは、怪我をさせてしまったルビィに食事を与えたことで、我知らずプロポーズしてしまう。プロポーズを受け入れたルビィと行動を共にすることになったジャックは、フォトゥリスの「食事」に対する考え方を教えられていく。そんな中、王女救出の計画を実行しようとしたジャックは、その寸前に5年前に失った同僚の弟に投獄されてしまう。
ジャック・ナイジェル
男性人型ロボット。食欲をプログラムされ、怪我をしたり痛覚を持ち合わせたりと、極めて人間に近い性能を兼ね備えており、自らをロボットだと知らない時期もあった。空腹感までプログラムされていたために、同僚を失ったことで、「食事」という行為を厭うようになる。
我知らず、ルビィにプロポーズしてしまうが、そのまま一緒に暮らす。「食」を厭う自分と、「食」に真摯なまでの意味を持つルビィの考え方に悩まされていく。
ルビィ
フォトゥリス人。夫の人肉を食べた母親から生まれ、自らも母親の人肉を食べた。ジャックにプロポーズされたと勘違いしたまま、ジャックと一緒に過ごす。ジャックを食べてその子供を生み、子供に自分を食べてもらうことを決意している。ジャックがロボットとは気づかなかった。
フォトゥリス
狩りをして獲物を捕まえる種族。食事を神聖な「儀式」と考え、食事の前には深い祈りを捧げる。人に食べられずに死ぬことを恐れ、人に食べてもらえることを光栄なことと考えており、食べることでその人の能力を引き継ぎ、命がつながっていくという思想を持つ。
昼と夜では姿が大きく変わる。ルビィの場合は、昼のショートカットの少女から、夜はロングヘアーの妖艶な女性へと変化する。男性は変化するのかすら不明。ホタルのフォトゥリスと類似した生態を持つことが、その名の由来。
フレディ
5年前に兄ロジャーを失った。メヌエットへ賞金稼ぎのために訪れていたところを、ジャックと居合わせる。兄の復讐のためにジャックを投獄し、ジャックのプログラムを利用して終わらない苦痛を味わわせようとした。
補足
同著者の『輝夜姫』や『秘密 ―トップ・シークレット―』につながる作品。

## 初出
- メタルと花嫁（1985年、LaLa2大増刊号、白泉社）
- ミルキーウェイ1（1986年、LaLa4月号・5月号、白泉社）
- 竜の眠る星（1986年 - 1988年、LaLa、白泉社）
- ミルキーウェイ2（1987年、ララDX 秋の号、白泉社）
- 千の夜（1989年、LaLa AUTUMN CLUB、白泉社）
- 月下美人（1988年、LaLa6月号、白泉社）
- 天使たちの進化論（1990年、LaLa AUTUMN CLUB、白泉社）
- 22XX（1992年、LaLa2月号・3月号、白泉社）※1993年に『増刊LaLa』9月号で加筆再掲載。

## 収録本

### コミックス
メタルと花嫁
『ノアの宇宙船』（1985年10月発行、ISBN 9784592117551）
ミルキーウェイ1
『ミルキーウェイ』（1985年10月発行、ISBN 9784592118053）
ミルキーウェイ2
『竜の眠る星』第3巻（1988年5月発行、ISBN 9784592114383）
竜の眠る星
『竜の眠る星 1』（1987年6月発行、ISBN 9784592114369）
『竜の眠る星 2』（1987年12月発行、ISBN 9784592114376）
『竜の眠る星 3』（1988年5月発行、ISBN 9784592114383）
『竜の眠る星 4』（1988年6月発行、ISBN 9784592114390）
『竜の眠る星 5』（1988年7月発行、ISBN 9784592114406）
天使たちの進化論
千の夜
月下美人
『天使たちの進化論』（1991年5月発行、ISBN 9784592125488）
22XX
『22XX』（1994年2月発行、ISBN 9784592126553）

### 文庫
メタルと花嫁
ミルキーウェイ1・2
『ミルキーウェイ』（2000年9月19日発行、ISBN 9784592887010）
竜の眠る星
『竜の眠る星 1』（2000年3月20日発行、ISBN 9784592883494）
『竜の眠る星 2』（2000年3月20日発行、ISBN 9784592883500）
天使たちの進化論
千の夜
月下美人
『天使たちの進化論』（2001年3月20日発行、ISBN 9784592887065）
22XX
『22XX』（2001年9月19日発行、ISBN 9784592887119）